# كتشة باش
كتشة باش هي قرية في مقاطعة أرومية، إيران. يقدر عدد سكانها بـ 533 نسمة بحسب إحصاء 2016.